# Mahabharata
Mahabharata (sanskrit: महाभारत, IAST: Mahābhārata) er et indisk epos, der med sine mere end 90.000 dobbeltvers og godt 1,8 millioner ord er et af verdenslitteraturens største værker. Traditionelt siges Mahabharata at være skrevet af vismanden Vyasa (4. årh. f.Kr.). Dets forskelligartede indhold indicerer dog, at værket er stykket sammen af ældre tekststykker, heriblandt gamle skjaldedigte om fortidige helte og brahmanske belæringer fra bl.a. Veda-perioden omkring det 8. årh. f.Kr. Dens endelige udformning får den først i Gupta-perioden omkring år 400 AD.
Mahabharata betyder den store Bharata og hentyder til kongeriget Bharata og den kongelige familie, hvor to grene af slægten slås for magten. Denne kamp udmønter sig i en krig, som skildres over flere bøger. Af disse bøger er især Bhagavadgita blevet berømt, og gitaen har opnået status som måske den vigtigste tekst indenfor hinduismen. På grund af Bhagavadgita og andre religiøse tekststykker, anser hinduerne Mahabharata i sin helhed for en hellig tekst. Af samme grund foredrages den ofte i templerne ved hinduernes kultfester.